# Jérémy Mathieu
Jérémy Mathieu (Luxeuil-les-Bains, França, 29 d'octubre de 1983) és un exfutbolista professional francès. Podia jugar de lateral esquerre o de central. Va ser internacional amb la selecció de França.

## Trajectòria

### Sochaux
Mathieu va començar la seua carrera en l'FC Sochaux-Montbéliard. Va debutar en la Ligue 1 la temporada 2002/03 en un partit de lliga contra el CS Calmen eixint des de la banqueta. A pesar de tenir només 18 anys es va fer amb el lloc de titular i va marcar el seu primer gol com professional en un partit contra el Stade Rennais FC. Va jugar 23 partits en la temporada, marcant 4 gols i va ser fonamental perquè el seu equip es classificara 5º i jugara la Copa de la UEFA.
Durant les dues següents temporades, Jérémy va jugar 63 partits de lliga i va marcar 6 gols. També va jugar a un bon nivell en Europa, participant en 14 partits i marcant 2 gols. El 2004 va guanyar amb l'FC Sochaux la Copa de la Lliga. La seua gran campanya va atraure l'interès d'equips com la Juventus FC, el Newcastle United o l'Everton FC

### Traspàs al Toulouse
Després d'anunciar el seu desig d'anar-se'n a altre club quan només li quedava un any de contracte, el Sochaux va acceptar escoltar ofertes pel jugador. Finalment va signar amb el Toulouse un contracte de quatre anys. Va debutar amb el seu nou club contra el Sochaux jugant els 90 minuts en una victòria per 1-0. Va continuar la seua bona carrera jugant 36 partits i marcant 2 gols. Aqueix any el Toulouse es va classificar per a la Lliga de Campions de la UEFA. La temporada 2007/08 va ser molt dolenta per al Toulouse i per Mathieu, que es va fracturar un os del peu i es va perdre la meitat de la temporada. El Toulouse va estar a punt de descendir aqueix any. Açò li va fer replantejar-se la seua situació en l'equip.
Després del gran interès de l'AS Roma i altres clubs italians, el Toulouse va rebutjar de traspassar el jugador i aquest al seu torn va rebutjar la renovació amb el club. Com que li quedava només un any de contracte van acordar que al final d'eixa temporada marxaria. A despit d'aquesta situació va jugar 27 partits la temporada 2008/09.

### València CF
El 10 de juny del 2009 s'anuncià que Mathieu seria el primer fitxatge del València CF per a la pròxima temporada, signant un contracte de 3 anys. El traspàs es va fer efectiu l'1 de juliol, quan va finalitzar el seu contracte amb el Toulouse.

### FC Barcelona
El 23 de juliol del 2014 s'anuncià que Mathieu fitxava pel FC Barcelona amb 30 anys, pagant, el seu nou club, 20 milions d'euros. L'agost, el Barça va anunciar el seu dorsal.
L'11 d'agost de 2015 va jugar, com a titular, al partit de la Supercopa d'Europa 2015, a Tbilisi, en què el Barça va guanyar el Sevilla CF per 5 a 4.
El juliol de 2017, després de l'arribada d'Ernesto Valverde com a entrenador, el club no comptava amb ell, i varen arribar a un acord per la rescissió del seu contracte. El Barça anuncià també que el club jugaria per l'Sporting de Lisboa, club amb el qual s'havia estat entrenant a prova.

### Sporting CP
El 7 de juliol de 2017, el club portuguès Sporting CP va anunciar el fitxatge de Mathieu.

## Selecció francesa
Mathieu va ser internacional amb la selecció de França sub-15 i sub-21. Va jugar un primer partit amb la selecció de França B contra Eslovàquia. Finalment, va ser internacional amb l'absoluta de França en dues ocasions.

## Palmarès

### FC Sochaux
- 1 Copa de la lliga francesa: (2003-04)

### FC Barcelona
- 1 Campionat del Món de Clubs de futbol (2015)[11]
- 1 Lliga de Campions: (2014-15)[12]
- 2 Lligues espanyoles: 2014-15[13] i 2015-16[14]
- 3 Copes del Rei: (2014-15[15] 2015-16[16] i 2016-17[17])
- 1 Supercopa d'Europa: (2015)[7]
- 1 Supercopa d'Espanya: (2016)[18]

### Sporting Clube de Portugal
- 1 Copa portuguesa: (2018-19)
- 2 Copes de la lliga portuguesa: (2017-18, 2018-19)